# Szépfalu (Románia)

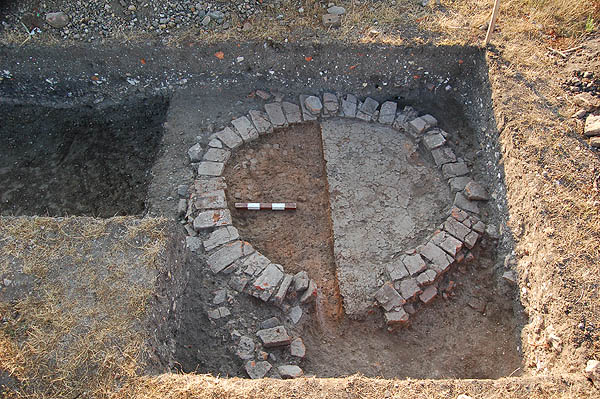
A monostor konyhájának egykori tűzhelye

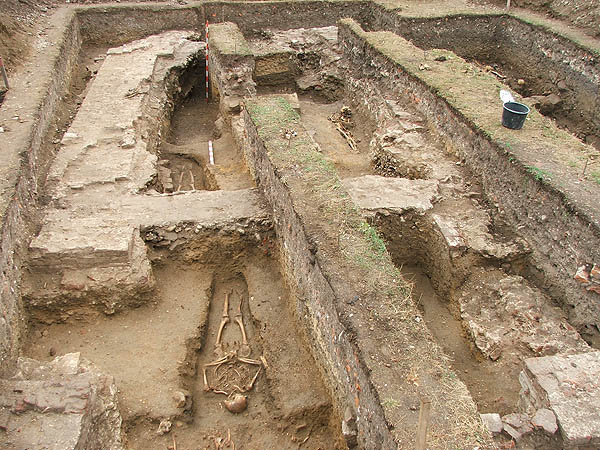
A kápolna alapjai

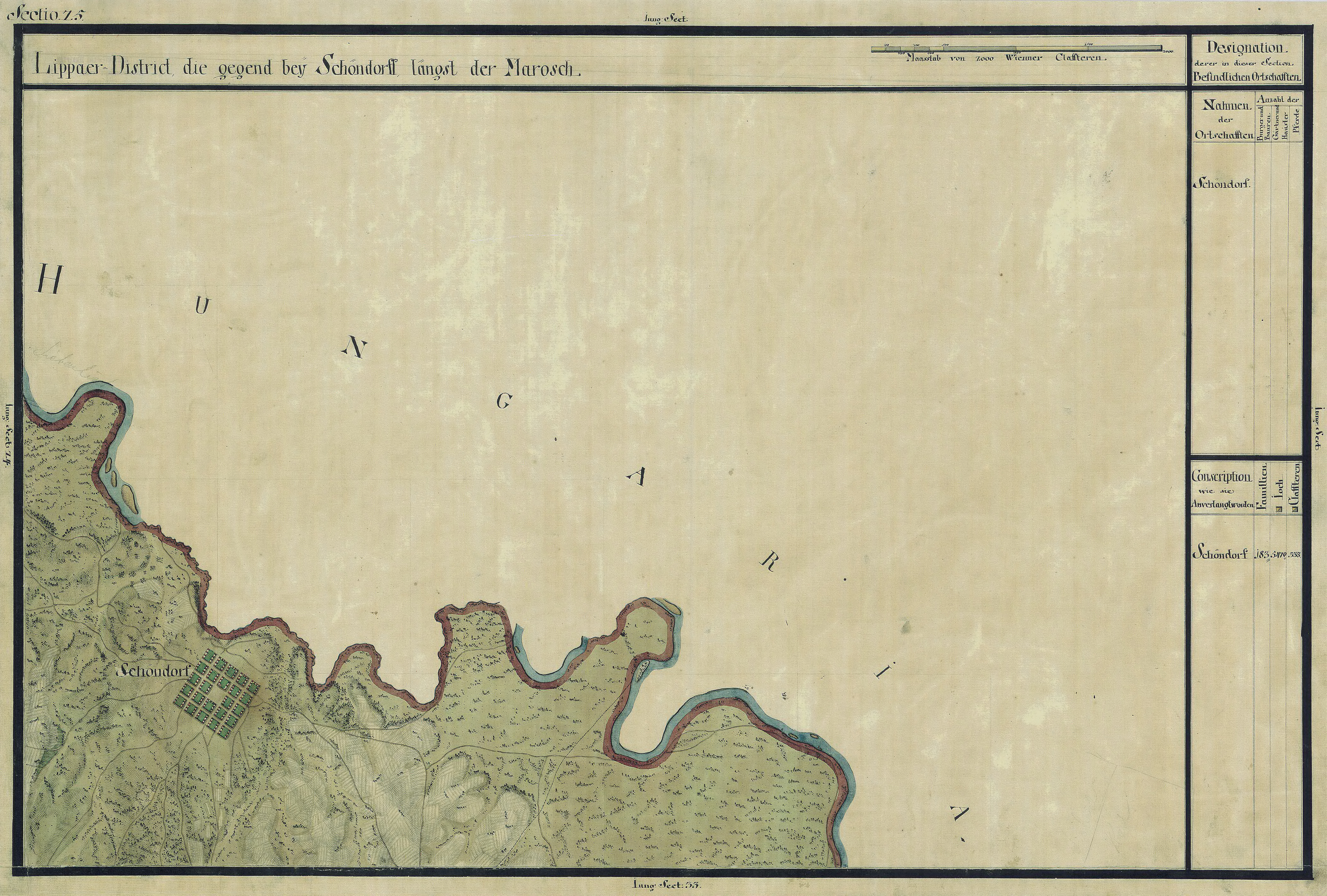
A falu környéke 1769–72-ben

Szépfalu (románul: Frumușeni, korábban Seredin, németül: Schöndorf) falu Romániában, a Bánságban, Arad megyében.

## Fekvése
Aradtól 12 kilométerre délkeletre, a Maros bal parti mellékvize mellett, a Vingai-magassíkon fekvő, sakktábla alaprajzú település.

## Nevének eredete
Helyén a középkorban egy Sződi nevű falu terült el, amelyet már az 1080-as években okirat említett: Zeudy. Ez a név az ómagyar Sződ személynév (vö. Sződ) -i képzővel ellátott alakjából való. Ez a középkor végén betelepült délszlávok ajkán változhatott meg úgy, hogy a 18. század második felében, a német beköltözés előtt itt élő román lakosság már Seredin, Sergin vagy Sefdin néven ismerte. (1484-ben Zovody, 1528-ban Zewldin.) A Schöndorf ('szép falu') nevet a német telepítést irányító Carl Samuel von Buchholt lippai sótiszttől kapta. Ebből fordították le magyar nevét (először 1808-ban említik). Mai román neve a német név alapján, hivatalos úton keletkezett (frumos 'szép' + -eni képző). A Schöndorf név eredetét a helyi svábok szájhagyománya egyébként több magas rangú személy látogatásához is kötötte, akik állítólag elcsodálkoztak a hely szépségén. Hogy a nevet mennyire találónak érezték az alapítás utáni évtizedekben, azt tanúsítja Magda Pál, akik 1819-ben így írt: „itt láthatod az egész Orszban a’ legszebb falukat p. o. Szép falut (Schőndorf) Charlottenburgot (Batizát).”

## Története
Sződit első említésekor, az 1080-as években falut még Szent László király és Lambert herceg Zábrány, Gyarru, Ivánháza és Vadkert falvakkal együtt a titeli prépostságnak adományozta. 1311-ben a Bár–Kalán nemzetséghez tartozó Szeri Pósa, majd 1471-ig a tőle származó Sződi család birtoka volt. Katolikus plébánosát 1333–35-ben említették. 1402-ben oppidumnak írták. Egy 1471-ből származó okirat megemlékezik a sződi várról, amely talán a mai Schanzberg határrész sáncaira vonatkozik. A vár mellett veszített Cserni Jován, a „fekete ember” hada először csatát 1527-ben, Czibak Imrével szemben.  A mai Angyalkút és Szépfalu között a középkorban két Kér nevű falu is létezett.
A mai falutól másfél kilométerrel északkeletre feküdt a középkorban Bizere bencés apátsága. A terület akkoriban a Maros folyó szigete volt (későbbi nevén Háda), a 20. században a lakosok legelőként használták. Az apátság a legfrissebb ásatások alapján a 11. század végén épült. 1183-ban, első fennmaradt írásos említésekor (monasterium de Bisra) kapta azt a kiváltságot, hogy hajói évente háromszor vámmentesen szállíthattak sót a Maroson. Az 1233-as beregi egyezmény értelmében a monostort (ecclesiae de Bistriensis), amelyet akkor 23 szerzetes lakott, évi négyezer sókocka illette meg. 1321-ben Byscere, 1322-ben Byzere néven írták. Miután a kegyúri jog kérdésében apátja összekülönbözött Bölcs Bulcsú csanádi püspökkel, utóbbi 1235-ben rátört a monostorra és apátját 32 szerzetessel együtt fogságba vetette. A pápa közvetítésére kiengedte ugyan őket, de a csanádi káptalan emberei 1236-ban ismét fegyverrel támadtak a monostorra és az apátot lekaszabolták.
A szerzetesi élet később hanyatlásnak indulhatott, mivel a kolostort a tatárjárás után ritkán említik, 1423-ben pedig csupán egyetlen szerzetes lakta. Apátját 1552-ben említették utoljára, 1557-ben pedig már nem létezett. A bizerei apát címét az újkorban, 1735-tól egészen a 20. századig ismét adományozták. Az egykori apátságot azonban sokáig – tévesen – a glogováci romokban keresték és csak Györffy György azonosította a szépfalusi határban, az ún. Türkenbrunnen ('Török kút' – ma is látható, ám valójában 12. századi) mellett található középkori maradványokkal. Az azonosságot a 2001 és 2008 között lefolytatott ásatások igazolták.
A 15–16. században valószínűleg szerbek, a 18. században románok lakták. 1764 és 66 között 790 római katolikus németet költöztettek kétszáz házba, majd a német bevándorlás egészen 1800 körülig folytatódott. A telepesek többsége a Rajna-vidékről, a mai Baden-Württembergből, Luxemburgból és Lotaringiából származott. Az új falu mellett, a későbbi Walachenort helyén élő románokat a hatóságok 1765-ben Klek pusztára költöztették, ahol megalapították Kistorák falut. Schöndorfot 1778-ban az ismét létrehozott Temes vármegyéhez csatolták. 1781-ig a kincstáré volt, akkor a serfőzésből meggazdagodott pozsonyi Spech család vásárolta meg. 1815-ben már a Prónay család birtoka volt. 1830 körül 1340 katolikus (német) lakta, akik szép lovakat tenyésztettek. 1872 és 1893 között a Deutsch család birtokolta. 1898-ban kisközségből nagyközséggé alakult. Lakói számára a huszadik század elején fontos bevételi forrást jelentett a kosárfonás. 1945-ben az Erdélyi-középhegységből románokat költöztettek be, akik azonban 1989-ig nem építhettek maguknak templomot. Sváb lakói a 20. század második felében, több hullámban elhagyták. 2003-ban vált ki Angyalkút községből és szerveződött önálló községgé, Cseralja faluval.
1880-ban 2403 lakosát írták össze, akik közül 2087 vallotta magát német, 112 román és 71 magyar anyanyelvűnek; 2236 római katolikus, 92 ortodox, 28 evangélikus és 33 református vallásúnak.
2002-ben 1563 fő lakta, közülük 1445 vallotta magát román, 72 magyar és 36 német nemzetiségűnek; 1374 ortodox, 102 római katolikus, 27 baptista, 21 református és 18 pünkösdi felekezetűnek.

## Látnivalók
- A középkori bizerei apátság három és fél hektáros területét 2001 és 2008 között tárták fel, majd 2008-ban régészeti rezervátummá nyilvánították. A területen felszínre kerültek a Szűz Mária tiszteletére épült kolostortemplomnak, az apát palotájának és egyes melléképületeknek az alapjai, feltárták a temetőt, beazonosították a kerengő északi portikuszát, a refektóriumot és az egykori kikötőt, ahol egy 12. században készült, tizenkét és fél méter hosszú dereglye lenyomatára is rábukkantak. A legjelentősebb felfedezés azonban 2003-ban került elő a templom hajójának és déli apszisának padlóján: egy nagyobb, 450×150 centiméteres, három pannóból álló és egy kisebb, 160×150 centiméteres mozaik. A mozaikok 1100 körül, átmeneti bizánci–román stílusban készültek és állatfigurákat, valamint növényi motívumokat ábrázolnak.
- Római katolikus temploma 1825-ben épült. Chantal Szent Johanna Franciskát ábrázoló oltárképét a templom kegyura, az egyébként evangélikus vallású Prónay Sándor ajándékozta felesége, Teleki Johanna emlékére.
- Az egykori Klepp-féle gőzmalom körülbelül százötven éves, és még ma is malomként működik.